# Gesunde Pflanzen
Gesunde Pflanzen is een internationaal, aan collegiale toetsing onderworpen wetenschappelijk tijdschrift op het gebied van de landbouwkunde. Het verschijnt 3 tot 4 keer per jaar.